# خانه محمدیانی
خانه محمدیانی مربوط به دوره قاجار است و در سبزوار، خیابان بیهق، بیهق ۲۷، پلاک ۴۷ واقع شده و این اثر در تاریخ ۲۲ مرداد ۱۳۸۴ با شمارهٔ ثبت ۱۳۱۵۳ به‌عنوان یکی از آثار ملی ایران به ثبت رسیده است.